# Menemerus bifurcus
Menemerus bifurcus är en spindelart som beskrevs av Wesolowska 1999. Menemerus bifurcus ingår i släktet Menemerus och familjen hoppspindlar. Inga underarter finns listade i Catalogue of Life.